# Ditrău
Ditrău (en hongrois: Ditró) est une commune roumaine du județ de Harghita, dans la région historique de Transylvanie. Elle est composée des trois villages suivants:
- Ditrău, siège de la commune
- Jolotca (Orotva)
- Țengheler (Csengellér)

## Localisation
Ditrău est située dans la partie du centre-nord du comté de Harghita, à l'est de la Transylvanie dans le Pays Sicule, sur les rives de la rivière Ditrău, au pied de la montagne Giurgeu, à 73 km de la ville de Miercurea Ciuc.

## Politique
| Période | Période  | Identité      | Étiquette | Qualité |
| ------- | -------- | ------------- | --------- | ------- |
| 2008    | En cours | Elemér Puskás | UDMR      |         |

## Monuments et lieux touristiques
- L'église catholique du village de Ditrău (construction XVIe siècle), monument historique
- L'église catholique “Preasfînta Inimă a lui Isus” du village de Ditrău (construite entre 1908-1911, monument historique
- Monts Giurgeu
- Rivière Ditrău